# Chrześcijaństwo w Sri Lance

Procentowy udział chrześcijan w społeczeństwie poszczególnych prowincji.

Chrześcijaństwo w Sri Lance – mniejszościowa religia względem dominującego buddyzmu i hinduizmu, wyznaje ją 7,6% społeczeństwa, zarówno Tamilowie, jak i Syngalezi. Wśród chrześcijan dominują katolicy i protestanci.

## Krótki rys historyczny
Żyjący w VI wieku Kosmas Indikopleustes, bizantyjski mnich, podróżnik i geograf opisywał napotkane przez siebie na Sri Lance wspólnoty chrześcijańskie należące do Kościoła Wschodu. Wydaje się jednak iż z czasem zanikły, a chrześcijaństwo ponownie znalazło się na tych terenach dzięki Portugalczykom, którzy w 1505 pojawili się na Cejlonie. Pierwszy ksiądz katolicki przybył do Kolombo w 1518 roku. W 1543 roku akcję misyjną podjęli tu franciszkanie. W XVII wieku dołączyli do nich członkowie innych zakonów. W 1658 Portugalczycy utracili Sri Lankę na rzecz Holendrów, którzy podjęli działania misyjne na własną rękę, sprowadzając tu pastorów. W 1796 roku Holendrów wyparli Brytyjczycy i w 1802 roku Cejlon stał się kolonią brytyjską. Pod panowanie korony brytyjskiej akcje misyjną podjęły kościoły protestanckie takie jak na przykład baptyści czy metodyści. W 1948 roku Sri Lanka uzyskała niepodległość, a chrześcijanie na wyspie musieli pogodzić się z faktem, iż rodzimy rząd uznał buddyzm za religię państwową (miało to miejsce w 1972 roku).

## Kościół rzymskokatolicki
Ponad 6% mieszkańców Sri Lanki (1 261 000) należy do kościoła rzymskokatolickiego. Stanowią oni znaczną większość tutejszych chrześcijan. Są obywatelami Sri Lanki, pochodzą z różnych grup etnicznych zamieszkujących państwo. Początki katolicyzmu wiążą się z Portugalczykami; pozostałością ich wpływów na tutejszych katolików są portugalskie nazwiska. Kościół katolicki ma własne arcybiskupstwo w Kolombo i dziesięć biskupstw. W Latach w 1890-1916 funkcję delegata apostolskiego Kongregacji Ewangelizacji Narodów i Krzewienia Wiary w Indiach Wschodnich pełnił polski duchowny, biskup Władysław Michał Zaleski, który oficjalnie rezydował w Kandy. W czasie swojej działalności był założycielem Archidiecezji Kolombo i trzech diecezji oraz założył  Centralne Seminarium Duchowne w Kandy dla całego obszaru Indii.

## Protestantyzm
Protestanci stanowią około 1% mieszkańców Sri Lanki (około 200 tys. ludzi). Około 10 tys. z nich jest baptystami. Miejscowy kościół luterański liczy sobie ponad 5000 wiernych, metodystów jest ok. 40 tys., a anglikanów około 50 tys. Większość pozostałych protestantów to członkowie kościołów zielonoświątkowych, takich jak: Zbory Boże, Kościół Poczwórnej Ewangelii, Kościół Wierzących czy Zielonoświątkowa Misja Cejlonu.

## Inne
- Świadkowie Jehowy to społeczność wyznaniowa w Sri Lance, licząca 7003 głosicieli, należących do 98 zborów syngalesko-, tamilsko- i angielskojęzycznych. W 2023 roku na corocznej uroczystości Wieczerzy Pańskiej (Pamiątce) zgromadziło się 15 721 osób[9]. Działalność miejscowych wyznawców koordynuje Biuro Oddziału w Wattala[10]. Sala Zgromadzeń położona jest w miejscowości Ja-Ela (15 km od Biura Oddziału). Działalność kaznodziejską na wyspie prowadzą od roku 1910.

- Kościół Jezusa Chrystusa Świętych w Dniach Ostatnich liczy 1367 wyznawców[11].